# Ponte delle Bocchette
Il Ponte delle Bocchette è un ponte sull'Arno del comune di Pisa. Esso prende il nome dalle adiacenti "Bocchette" medicee in mattoni costruite nel XVI secolo per limitare le piene dell'Arno.

## Caratteristiche tecniche
Il Ponte delle Bocchette è lungo 160 metri, ha un'altezza massima di 18 metri, ha quattro campate con una luce massima di 42 metri ed è largo 24 metri. La struttura è in cemento armato precompresso.

## Realizzazione
La realizzazione è degli inizi degli anni ottanta ad opera della Provincia di Pisa. Nel 1984, quando terminarono i lavori, in città veniva detto che Pisa con Lit. 12.000.000.000 (il costo del ponte e di tutta la relativa viabilità) aveva realizzato un ponte nuovo, mentre a Napoli avevano acquistato Diego Armando Maradona, che all'epoca era la cifra più alta mai pagata per un giocatore di calcio.

## Descrizione
Il ponte, il primo che attraversa l'Arno nel territorio del comune di Pisa, ha un aspetto essenziale ed è uno dei tasselli della circonvallazione est di Pisa. La realizzazione risulta all'insegna della piena funzionalità nel rispetto di un controllo dei costi. Per alcuni non risulta molto curato l'inserimento ambientale e la qualità architettonica dei manufatti. Il tutto prende l'aspetto, più che di un "ponte sull'Arno", di una strada sopraelevata.